# لينا أبو عاقلة
لينا أبو عاقلة هي مدافعة عن حقوق الإنسان فلسطينية. اختيرت واحدةً أكثر 100 امرأة مؤثرة وفق قائمة بي بي سي لعام 2022.  كما أدرجت في قائمة تايم 100 نيكست لنشاطها في مجال البحث عن العدالة لعام 2022، للقادة الناشئين.   جاء إدراجها في قائمة TIME100 نتيجةً "للمطالبة العلنية بالتحقيق في معاملة إسرائيل للفلسطينيين".  لينا هي ابنة شقيق شيرين أبو عاقلة، الصحافية التي قتلت برصاص جيش الاحتلال الإسرائيلي عام 2022، أطلقت لينا أبو عاقلة حملةً من أجل العدالة لعمّتها، وللقضايا التي تؤثر على الفلسطينيين بشكل عام. وشمل ذلك تقديم التماس إلى حكومة الولايات المتحدة لفتح تحقيقها الخاص بمقتل عمتها، كما قابلت وزير الخارجية أنطوني بلينكن لذات الأهداف. في أكتوبر 2022 التقت بالبابا فرانسيس في قداس تذكاري لعمتها. 
وتنقلت من واشنطن إلى لاهاي مرورا بقطر والفاتيكان، من أجل الحصول على دعم دولي كافٍ للضغط على إسرائيل ومعاقبة الجناة، وخلق سابقة لصالح الشعب الفلسطيني.

## النشأة والتعليم
نشأت لينا أبو عاقلة في القدس. والدها فلسطيني وأمها أرمنية.  لينا حاصلة على بكالوريوس في الدراسات السياسية من الجامعة الأمريكية في بيروت.  حصلت على درجة الماجستير في الدراسات الدولية من جامعة سان فرانسيسكو . 

## روابط خارجية
- مجلس حقوق الإنسان التابع للأمم المتحدة : شهادة لينا أبو عاقلة، ابنة شقيق شيرين أبو عاقلة
- أطروحة ماجستير: الزحف البطيء للاستعمار الاستيطاني: استكشاف التحكم في المياه في فلسطين